# Commissariamento dei comuni (Svizzera)
Nel diritto svizzero il commissariamento dei comuni (in tedesco Kommissarische Verwaltung, in francese Mise sous régie) è la possibilità data ai cantoni di intervenire nella gestione dei comuni, in deroga alle disposizioni costituzionali che ne garantiscono l'autonomia, nominando un commissario che sostituisce le autorità comunali elette.
Tale atto è normato dal diritto cantonale e, a seconda di esso, viene deciso dall'esecutivo o dal legislativo: la sua istituzione deriva dalla nascita del comune moderno e si trovano forme di commissariamento nelle leggi elvetiche verso la metà del diciannovesimo secolo. Si tratta di un atto raro nel panorama svizzero, dato che le leggi offrono alternative meno invadenti e rispettose dell'autonomia comunale, come gli obblighi di rendicontazione e di ricevere l'approvazione del cantone prima di determinati atti o la possibilità per i cantoni di assumere alcuni poteri comunali ad acta.
Spesso il commissariamento è legato ad eventi tragici: nel 1963 il comune di Humlikon lo subì poiché tutti i membri dell'amministrazione municipale morirono nell'incidente del Volo Swissair 306. In altri casi è figlio di lunghe crisi politiche a livello comunali, è stato il caso del comune grigionese di Roveredo, commissariato tre volte nel ventunesimo secolo dall'esecutivo di Coira per questa ragione.